# Maurits Post

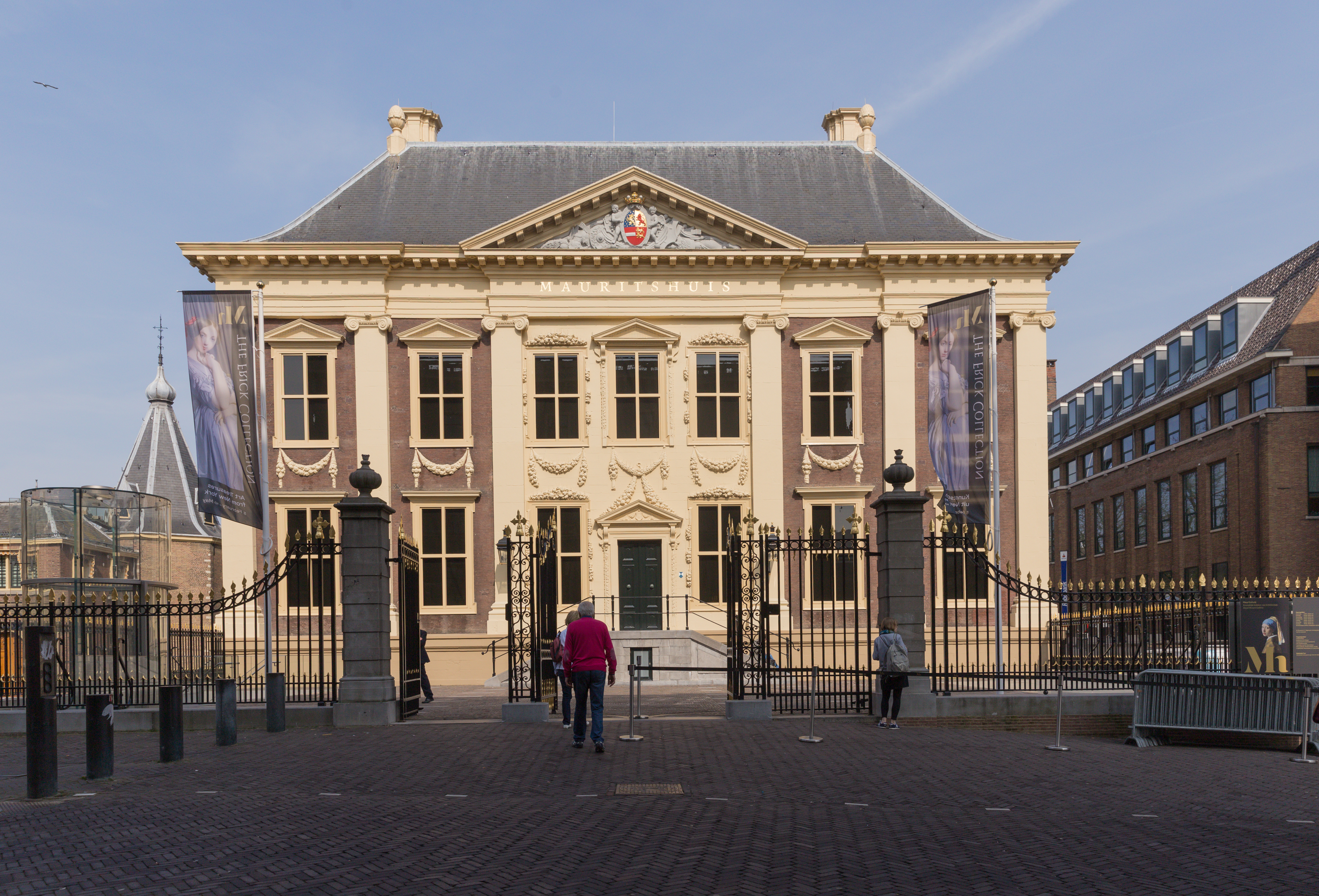
Muzeum Mauritshuis je pojmenováno po svém prvním majiteli, knížeti Mořicovi, který si najal Pietera Posta, aby navrhl jeho dům. V roce 1668 Maurits (který byl pravděpodobně pojmenován po něm) navrhl pro tento dům zahradu.

Maurits Post (asi 10. prosince 1645, Haarlem –⁠⁠⁠⁠⁠⁠ 6. června 1677, Haag) byl architekt nizozemského zlatého věku.

## Biografie
Maurits byl synem architekta Pietera Posta a byl pravděpodobně jeho asistentem, když převzal otcovy projekty, když zemřel v roce 1669, a pokračoval v práci v klasicistním stylu. Pracoval v Siegenu, Haagu, Dierenu, Honselersdijku, Soestdijku a Zuilensteinu. Stal se architektem místodržitele Viléma III. Oranžského od roku 1672 až do své předčasné smrti v roce 1677 v Haagu. Mezi jeho slavné budovy patří Amerongenský zámek, palác Prinzenhof v Kleve a královské paláce Soestdijkský palác, palác Huis ten Bosch a palác Noordeinde.